# Stadtluft macht frei

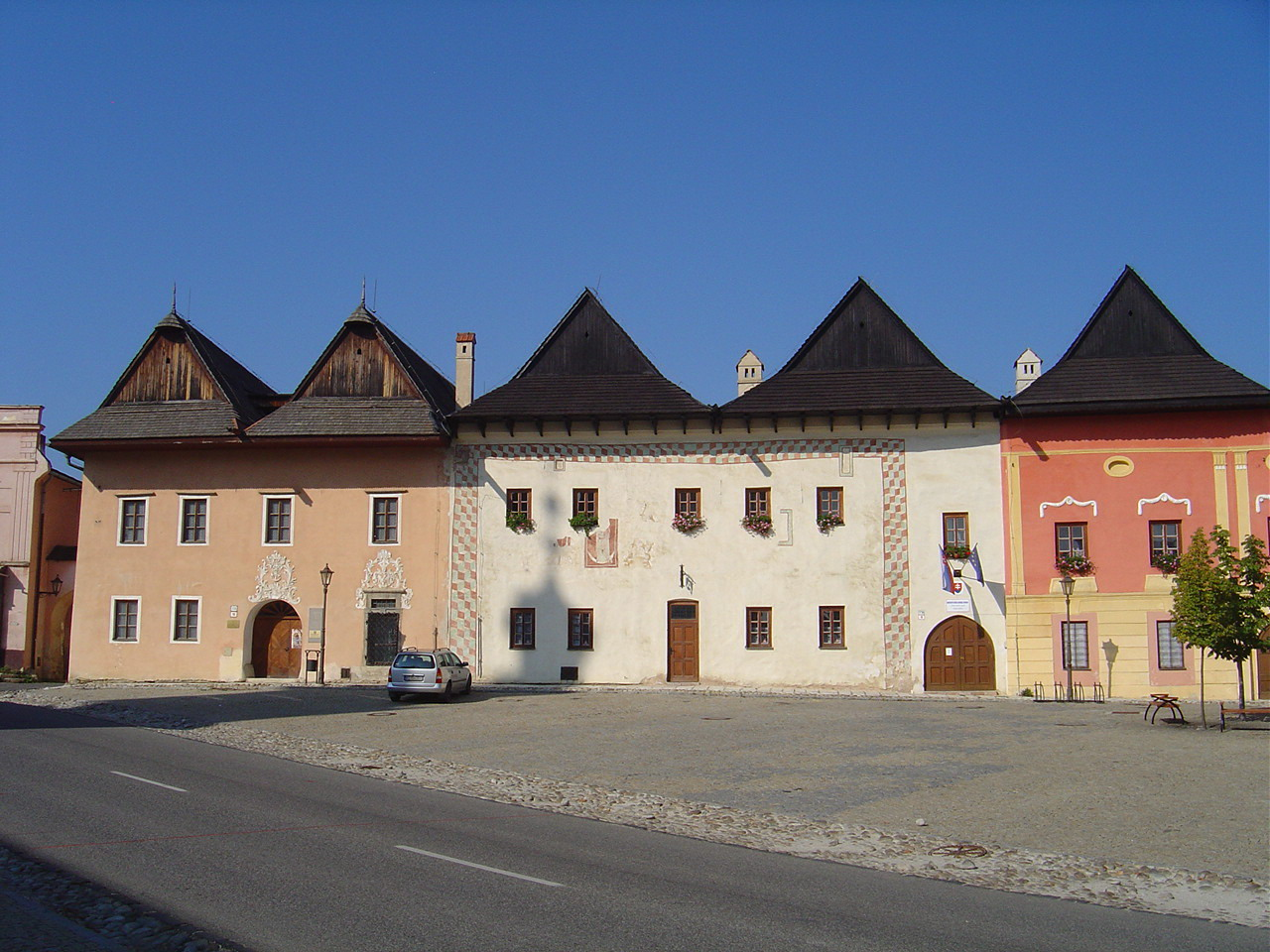
Bürgerhäuser auf dem Marktplatz in Spišská Sobota (Slowakei)

Der Ausspruch „Stadtluft macht frei nach Jahr und Tag“ umschreibt einen Rechtsgrundsatz des Mittelalters.
Aus Siedlungen rund um Burgen und Klöster, die etwa ab dem 11. Jahrhundert von freigekauften Leibeigenen und anderen Angehörigen des 3. Standes gegründet wurden, entstanden neben den alten römischen oder auch germanischen Gründungen weitere Städte. Dabei setzten sich immer mehr Leibeigene in die Städte ab, wo sie für ihre Grundherren zumeist unauffindbar waren.
So wurde es Rechtsbrauch, dass ein in einer Stadt wohnender Unfreier, etwa ein seinem Grundherrn entlaufener Bauer, nach einem Jahr und  einem Tag nicht mehr von seinem Dienstherrn zurückgefordert werden konnte und somit ein Insasse (auch Stadtbewohner) wurde. Wenn der Dienstherr aber mit sieben Zeugen beweisen konnte, dass der Leibeigene sein Eigentum sei, musste er ihm wieder dienen. Diese die Städte begünstigende Regelung wurde durch das Statutum in favorem principum (1231/32) zugunsten der adeligen Fürsten aufgegeben.
In einigen Resten hat sich der Grundgedanke, dass das Bürgerrecht einer Stadt von der Bindung an einen feudalen Grundherrn befreit, bis heute bewahrt. Dies steht beispielsweise hinter der in britischen Städten weiterhin gepflegten Tradition, die – mittlerweile rein zeremonielle – Freedom of the City zu verleihen.